# Jet Airliner
Jet Airliner (Aerolínea Jet) es el primer sencillo del quinto álbum de Modern Talking Romantic Warriors y fue publicado en 1987. La canción fue compuesta, arreglada y producida por Dieter Bohlen, y coproducida por Luis Rodriguez. La fotografía de la carátula del sencillo fue responsabilidad de Dieter Zill y Eric Meola.

## Sencillos
7" Single Hansa 109138, 1987
1. Jet Airliner - 4:16
2. Jet Airliner (Instrumental) - 3:52

12" Maxi Hansa 609138,	1987
1. Jet Airliner (Fasten-Seat-Belt-Mix) - 5:53
2. Jet Airliner (Instrumental) - 3:49
3. Jet Airliner - 4:16

## Listas
El sencillo permaneció 11 semanas en la lista alemana desde el 1 de junio de 1987 al 16 de agosto de 1987. Alcanzó el #7 como máxima posición. Fue el peor desempeño de un primer sencillo de un álbum desde el comienzo del dúo en 1984.
| Lista (1987) | Mejor posición |
| ------------ | -------------- |
| Alemania     | 7              |
| Austria      | 10             |
| Países Bajos | 33             |
| Suecia       | 12             |
| Suiza        | 12             |

## Créditos
- Voz - Thomas Anders
- Letra y música - Dieter Bohlen
- Arreglos - Dieter Bohlen
- Producción - Dieter Bohlen
- Coproducción - Luis Rodríguez
- Diseño - Ariola Studios
- Fotografía - Eric Meola/Image Bank, Dieter Zill